# Manuela Velasco
Manuela Velasco Díez (Madrid, 23 de octubre de 1975) es una actriz y presentadora española. Sobrina de la también actriz Concha Velasco, es reconocida por su papel de la reportera Ángela Vidal, en la saga de películas [•REC] y por interpretar a Cristina Otegui en la serie Velvet. En 2007 ganó un Premio Goya a la Mejor actriz revelación gracias a [•REC].

## Biografía

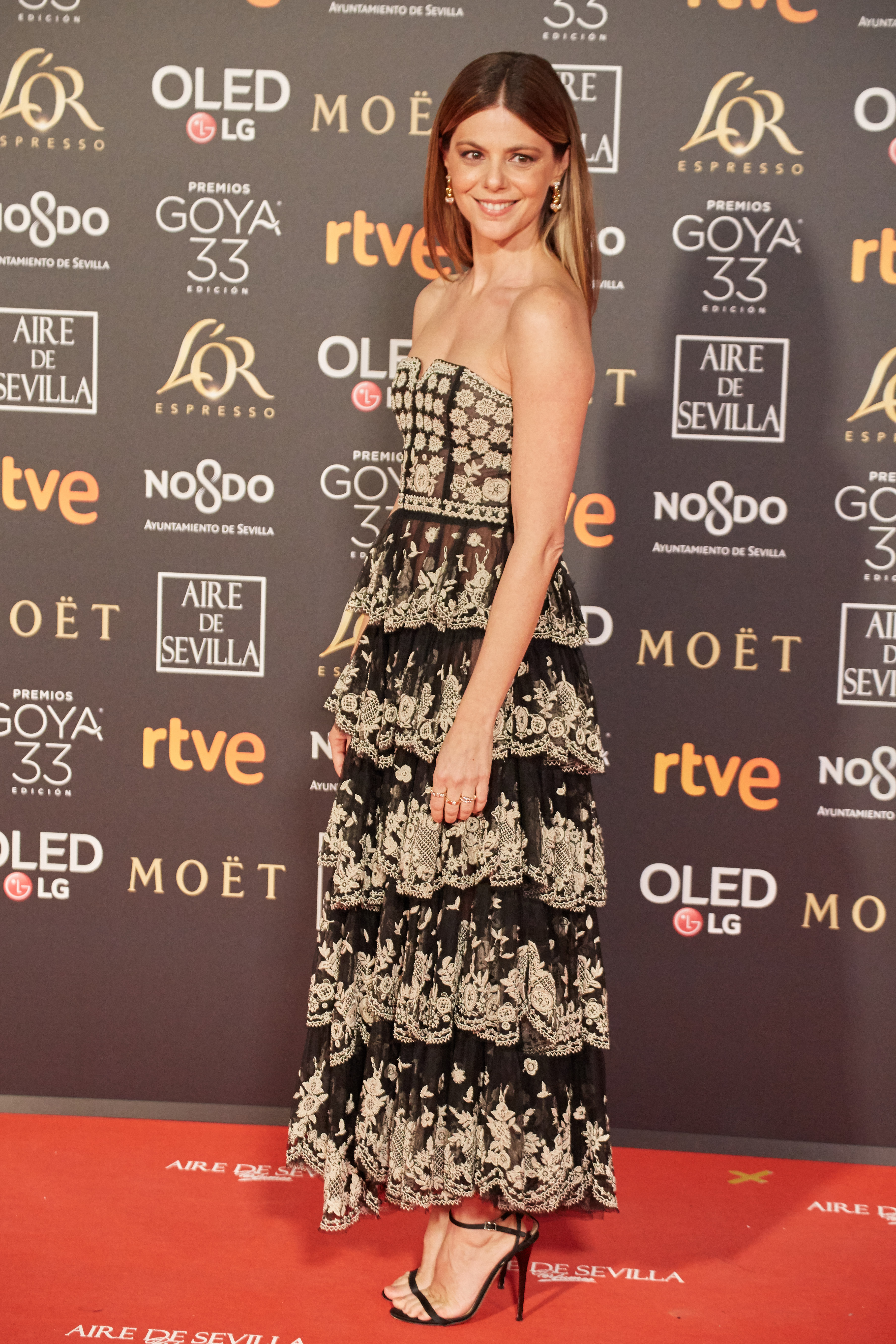
Manuela Velasco en los Premios Goya de 2019.

Siendo todavía niña, debuta en el cine de la mano de Pedro Almodóvar en La ley del deseo. Su carrera como presentadora ha estado ligada al Grupo Prisa. Entre 2000 y 2005 presentó Los 40 principales y Del 40 al 1 en Canal+; paralelamente, trabajaba en el programa Superventas España de Los 40. También pasó por Localia TV entre 1999 y 2000 (en el espacio Local de música). En 2005, conduce el espacio contenedor Cuatrosfera, del canal Cuatro los fines de semana.
Como actriz, ha participado en numerosas series de televisión, como Médico de familia, El comisario y Hospital Central todas ellas en Telecinco, así como Géminis, venganza de amor de Televisión Española, El síndrome de Ulises y Doctor Mateo de Antena 3. En 2008 ganó el premio a la mejor actriz en el Festival de Cine de Sitges y el Goya a la mejor actriz revelación por su participación en la película REC. En 2009, protagonizó La chica de ayer una serie de Antena 3, versión española de Life on Mars.
Apareció de nuevo en la gran pantalla protagonizando REC 2 a finales de septiembre de 2009. También actuó en el serial-web Hienas, en donde hace de terapeuta. En 2010 se incorpora a la serie de éxito Águila roja de TVE donde interpreta a Eugenia de Molina, la rebelde duquesa de Monfragüe.
Durante la temporada 2010-2011 debuta en el teatro, en el personaje de Anne Deever en Todos eran mis hijos de Arthur Miller, bajo la dirección de Claudio Tolcachir, con temporada en Madrid y gira por España, con gran éxito de crítica y público. En 2011 además apareció en la serie televisiva Ángel o demonio.
En 2012, se incorpora a la serie de Telecinco Aída como personaje secundario donde interpreta a Ainhoa, una joven de la cual se enamora Luisma (Paco León). En febrero de 2013, la actriz ficha por Velvet serie de Antena 3, abandonando el rodaje de Aída en mayo de 2013 si bien volvería a aparecer en el último episodio de la ficción, que ya había sido grabado y fue emitido el 8 de junio de 2014.
Desde 2013 interpreta a Cristina Otegui en la serie de Antena 3 Velvet. Cristina es una joven de familia bien posicionada que está enamorada de Alberto Márquez (Miguel Ángel Silvestre) desde que era niña. Para su sorpresa, este le pide matrimonio, aunque sus razones no son las que ella querría.
En 2014, volvió a la pantalla grande en la última y cuarta entrega de la saga REC con el título de REC 4: Apocalipsis película estrenada en los cines de España el 31 de octubre donde la actriz dio vida de nuevo a la reportera Ángela Vidal. También ese año estrena la segunda temporada de Velvet en Antena 3. Además, se sube a las tablas del teatro Infanta Isabel de Madrid para protagonizar la obra Feelgood junto con Fran Perea.
En 2015, estrena la película Cuento de Verano del director Carlos Dorrengo junto con Rubén Ochandiano. También vuelve a la pequeña pantalla con la tercera temporada de Velvet donde Cristina vivirá los peores momentos de su vida. Además, vuelve al teatro con la comedia Bajo Terapia, junto con Melani Olivares y Gorka Otxoa.
En 2016 protagoniza la obra Todo es mentira, adaptación teatral de la película homónima de 1994 protagonizada por Penélope Cruz y Coque Malla. Además, estrena la cuarta y última temporada de Velvet, donde vuelve a ponerse en la piel de Cristina Otegui.
En 2017 comparte el protagonismo con los demás miembros de la familia Fuentes del Riego en la serie de TVE Traición, interpretando a Isabel, abogada de un bufete familiar muy poderoso y ambicioso.
Está licenciada en Historia del Arte.

## Trayectoria

### Como presentadora de televisión
- Local de música (1999-2000) Localia TV.
- Los 40 principales (2000-2005) Canal+
- Del 40 al 1 (2003-2005) Canal+
- Cuatrosfera (Cuatro, 2005-2007).
- Brainiac (Cuatro, 2007-2008). Se incorpora en la 2.ª temporada.
- La noche de los Oscar (2010 y 2012) (Canal+)

### Cine
| Año  | Película                            | Personaje              | Director                    |
| ---- | ----------------------------------- | ---------------------- | --------------------------- |
| 2019 | Antes de la quema                   | Rosario                | Fernando Colomo             |
| 2015 | Cuento de verano                    | Chica                  | Carlos Dorrego              |
| 2014 | REC 4: Apocalipsis                  | Reportera Ángela Vidal | Jaume Balagueró             |
| 2012 | Holmes & Watson. Madrid Days        | Elena                  | José Luis Garci             |
| 2011 | Amigos...                           | Miranda                | Borja Manso, Marcos Cabotá  |
| 2009 | REC 2                               | Reportera Ángela Vidal | Paco Plaza, Jaume Balagueró |
| 2008 | Pérez, el ratoncito de tus sueños 2 | Periodista             | Andrés G. Schaer            |
| 2008 | Sangre de mayo                      |                        | José Luis Garci             |
| 2007 | REC                                 | Reportera Ángela Vidal | Paco Plaza, Jaume Balagueró |
| 2007 | El club de los suicidas             | Andrea                 | Roberto Santiago            |
| 2003 | Atraco a las 3... y media           |                        | Raúl Marchand Sánchez       |
| 2002 | Sant'Antonio di Padova              |                        | Umberto Marino              |
| 2001 | School Killer                       | Patricia               | Carlos B. Gil               |
| 2001 | Comunicación                        | Amiga                  |                             |
| 1988 | El juego más divertido              | Niña                   | Emilio Martínez-Lázaro      |
| 1987 | La ley del deseo                    | Ada                    | Pedro Almodóvar             |

### Series de televisión
| Año       | Serie                               | Papel                    | Cadena     | Episodios     |
| --------- | ----------------------------------- | ------------------------ | ---------- | ------------- |
| 1983      | Los desastres de la guerra          |                          | La 1       |               |
| 1996      | Éste es mi barrio                   |                          | Antena 3   | 1 episodio    |
| 1998      | A las once en casa                  |                          | La 1       | 1 episodio    |
| 1998      | Médico de familia                   |                          | Telecinco  | 1 episodio    |
| 1999      | Camino de Santiago                  |                          | Antena 3   | 3 episodios   |
| 1999      | El comisario                        | Carola                   | Telecinco  | 1 episodio    |
| 2000      | Hospital Central                    | Eva                      | Telecinco  | 1 episodio    |
| 2000      | Policías, en el corazón de la calle | Novia de Sergio          | Antena 3   | 1 episodio    |
| 2000      | El grupo                            |                          | Telecinco  | 1 episodio    |
| 2000      | Un chupete para ella                | Alba                     | Antena 3   | 2 episodios   |
| 2001      | Manos a la obra                     |                          | Antena 3   | 1 episodio    |
| 2002-2003 | Géminis, venganza de amor           | Beatriz                  | La 1       | 23 episodios  |
| 2003-2005 | Cuéntame cómo pasó                  | Chica Hippie             | La 1       | 2 episodios   |
| 2007      | El síndrome de Ulises               |                          | Antena 3   | 1 episodio    |
| 2009      | Doctor Mateo                        | Julia Muñiz              | Antena 3   | 7 episodios   |
| 2009      | La chica de ayer                    | Ana Valverde             | Antena 3   | 8 episodios   |
| 2010-2011 | Águila Roja                         | Eugenia de Molina        | La 1       | 7 episodios   |
| 2011      | Ángel o demonio                     | Sandra Alcocer           | Telecinco  | 1 episodio    |
| 2012-2014 | Aída                                | Ainhoa Díaz Serrano      | Telecinco  | 22 episodios  |
| 2014-2016 | Velvet                              | Cristina Otegui          | Antena 3   | 55 episodios  |
| 2017-2018 | Traición                            | Isabel Fuentes           | La 1       | 9 episodios   |
| 2018      | Velvet colección                    | Cristina Otegui          | Movistar+  | 6 episodios   |
| 2020      | Mentiras                            | Catalina "Cata" Munar    | Antena 3   | 6 episodios   |
| 2020-2021 | Amar es para siempre                | Maica Vélez              | Antena 3   | 258 episodios |
| 2022-2023 | Express                             | Terapeuta                | Lionsgate+ | 14 episodios  |
| 2024      | Valle salvaje                       | Pilara Gálvez de Aguirre | La 1       | 11 episodios  |
| 2025      | La agencia                          | Andrea                   | Telecinco  | 13 episodios  |

### TV Movies
| Año  | Serie                                                | Papel        | Cadena | Episodios |
| ---- | ---------------------------------------------------- | ------------ | ------ | --------- |
| 2023 | Laura y el misterio de la novia que esperó demasiado | Daniela Cruz | La 1   | Telefilme |
| 2023 | Laura y el misterio del paciente suspicaz            | Daniela Cruz | La 1   | Telefilme |

### Series de Internet
- Amazing Mask (2009) (Personaje: Perdita González-Reportera). Serie de 5 capítulos dirigida por Dani Moreno en la que compartió reparto junto con Emilio Moya, Miquel Bordoy o Dunia Montenegro.[19]
- Hienas (2007-2008) (Personaje: Ana)

### Teatro
- Todos eran mis hijos (2010)
- Alma de dios
- Feelgood (2013)
- Bajo terapia (2015)
- El Banquete (2018)
- Ricardo III (2019)
- La bella Dorotea (2022)
- La violación de Lucrecia (2023)

## Premios y nominaciones
Premios Goya
| Año  | Categoría               | Película/Serie/Montaje | Resultado |
| ---- | ----------------------- | ---------------------- | --------- |
| 2008 | Mejor actriz revelación | REC                    | Ganadora  |

Festival de Cine de Sitges
| Año  | Categoría    | Película/Serie/Montaje | Resultado |
| ---- | ------------ | ---------------------- | --------- |
| 2007 | Mejor actriz | REC                    | Ganadora  |

Fotogramas de Plata
| Año  | Categoría              | Película/Serie/Montaje | Resultado |
| ---- | ---------------------- | ---------------------- | --------- |
| 2010 | Mejor actriz de teatro | Todos eran mis hijos   | Nominada  |

Unión de Actores
| Año  | Categoría               | Película/Serie/Montaje | Resultado |
| ---- | ----------------------- | ---------------------- | --------- |
| 2007 | Mejor actriz revelación | REC                    | Nominada  |

Medallas del Círculo de Escritores Cinematográficos
| Año  | Categoría         | Película/Serie/Montaje | Resultado |
| ---- | ----------------- | ---------------------- | --------- |
| 2007 | Premio revelación | REC                    | Nominada  |

Premios Ercilla
| Año  | Categoría         | Película/Serie/Montaje | Resultado |
| ---- | ----------------- | ---------------------- | --------- |
| 2010 | Premio revelación | Todos eran mis hijos   | Nominada  |